# Provinz Constantine
Die Provinz Constantine (arabisch ولاية قسنطينة, DMG Wilāyat Qusanṭīna, tamazight ⴰⴳⴻⵣⴷⵓ ⵏ ⵇⵙⴻⵏⵟⵉⵏⴰ Agezdu n Qsenṭina) ist eine Provinz (wilaya) im nordöstlichen Algerien.
Die Provinz umfasst das Umland der Stadt Constantine, der drittgrößten Stadt Algeriens und hat eine Fläche von 2204 km².
Rund 888.000 Menschen (Schätzung 2006) bewohnen die Provinz, die Bevölkerungsdichte beträgt somit rund 404 Einwohnern pro Quadratkilometer.
Hauptstadt der Provinz ist Constantine, die zweitgrößte Stadt ist El Khroub.